# Красочная жизнь
«Красочная жизнь» (нем. Das bunte Leben, фр. La Vie mélangée) — картина русского художника Василия Кандинского, написанная в 1907 году. Получила особую славу благодаря истории реституции.

## Историческое значение и описание
Русский художник Василий Кандинский — а вместе с ним и целое поколение молодых художников — отказался смотреть на свою страну сквозь фильтр научного и культурного мышления, находящегося под влиянием Запада. Вместо этого он восторгался специфически русской сущностью, еще не испорченной современностью. В 1889 году в рамках изучения обычного права он предпринял поездку на Урал для изучения традиционной правовой системы коми-зырян. В этой поездке он заболел тифом. Его лихорадочные видения считаются «ключевым опытом», который привёл Кандинского к тому, чтобы стать художником. В картине «Красочная жизнь» он обработал свои впечатления от экскурсии.

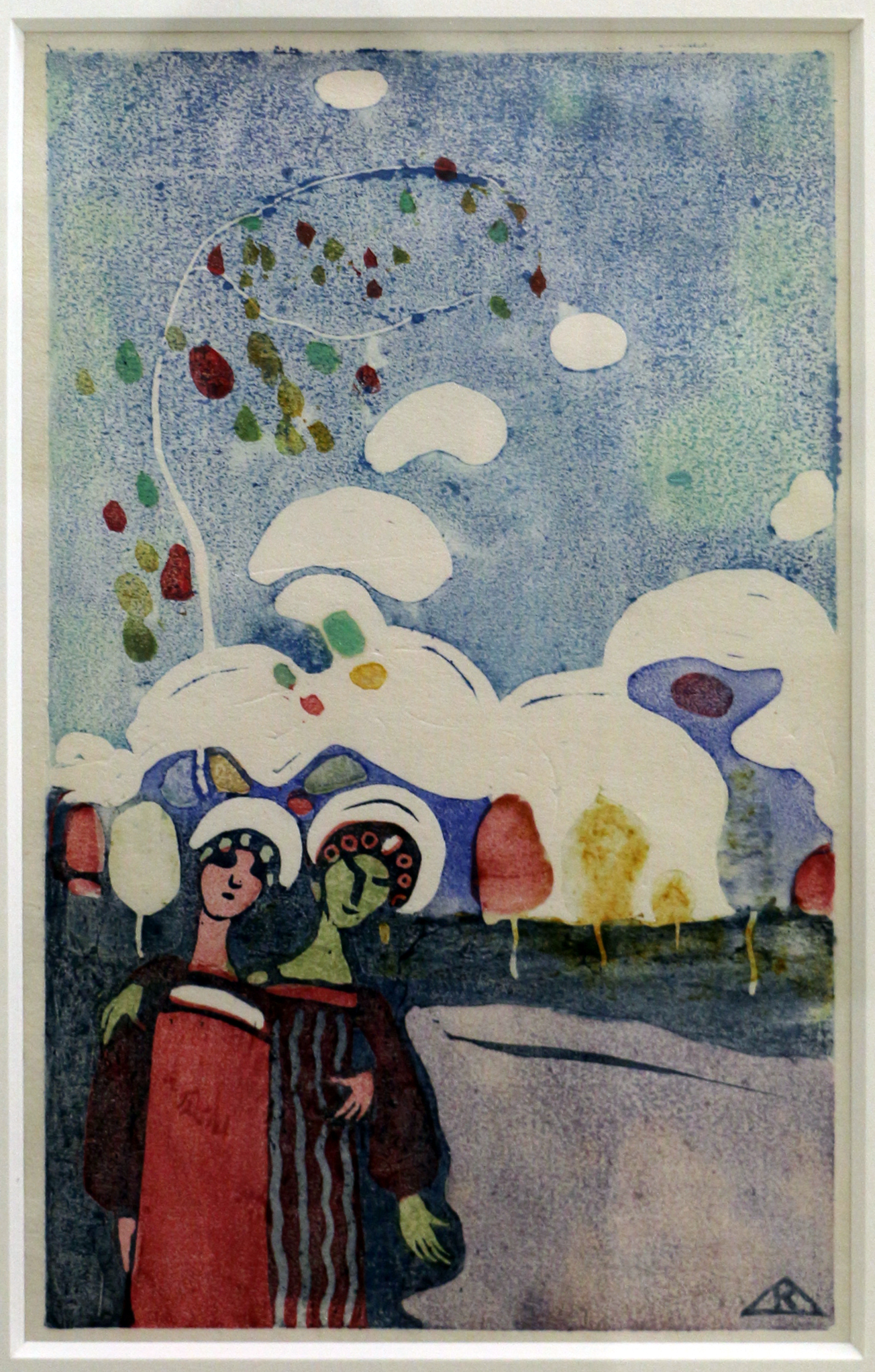
Василий Кандинский. Две девушки (1907). Национальный музей современного искусства, Париж, Франция

В то же время картина, созданная в Париже в 1907 году, знаменует собой завершение его «группы работ» так называемых «цветных рисунков».  Такие картины, как «Красочная жизнь» или «Двое на лошади», созданные в тот же период, показывают, насколько Кандинский был привязан к модерну.  Влияние народного искусства на его раннее творчество также очевидно.
Для историка искусства Киа Валанд «Красочная жизнь» —

ключевое произведение современности. Кандинский показывает здесь, что составляет человеческое существование. Русская матрона надкусывает яблоко, пухлая молодая женщина ищет ноты для своей флейты. Молодожёны начинают целоваться, священник показывает свой крест, пожилой странник показывает свою зелёную бороду. Молодежь играет в мяч, люди постарше готовятся к бою с мечами, луками и стрелами. […] Высоко над облаками на троне крутой вершины горы восседает замок. Жизнь мерцает, люди в речном пейзаже узнаваемы, но растворяются по мере приближения. Без этой картины невозможно понять, как Кандинский пришёл от своих ранних репрезентативных работ к своим светлым абстракциям, которыми он произвёл революцию в истории искусства...
Оригинальный текст (нем.)...ein Schlüsselwerk der Moderne. Kandinsky zeigt hier, was das menschliche Dasein ausmacht. Eine russische Matrone beißt in einen Apfel, eine pausbackige junge Frau sucht die Töne auf ihrer Flöte. Ein Brautpaar setzt zum Kuss an, ein Pope zeigt sein Kreuz, ein greiser Wanderer seinen grünen Bart. Junge Leute spielen Fangen, ältere rüsten sich mit Schwertern, Pfeil und Bogen zum Gefecht. […] Hoch oben über Wolken thront auf einem fett gestrichelten Berg eine Burg. Das Leben flirrt, die Menschen in der Flusslandschaft sind erkennbar, aber lösen sich beim Nähertreten auf. Ohne dieses Bild sei nicht zu verstehen, wie Kandinsky „von seinem gegenständlichen Frühwerk zu seinen leuchtenden Abstraktionen kam, mit denen er die Kunstgeschichte revolutionierte...

Историк искусства Аннабелль Ховард уже видит связь с «брызгами цвета в русских сценах и сказочных образах, которые, как драгоценности, располагаются на темном фоне, или с неровными пятнами и контрастирующими чистыми цветовыми зонами в первых пейзажах Мурнау и первых «импровизаций 1908–1909». Дивизионизм неоимпрессионистов и ранние картины фовистов (Матисс и Дерен):

Особенно с яркими жёлтыми, синими и красными тонами, которые доминируют на полотнах Кандинского начиная с 1907 года, нельзя не вспомнить о подчёркнуто чистых цветах фовистов. Через цветоделение неоимпрессионистов и технику фовистов, достигавших движущихся структур на поверхности картины с помощью одного только цвета, художник постепенно добивался растворения объекта. Пейзажи Мурнау знаменуют новое художественное начало, они показывают богато раскрашенный, игрушечный, чувственный мир, яркий цветовой узор в горошек, и это романтическое видение невинности снова и снова появляется в работах Кандинского как пережиток ушедшего времени. Славянский сказочный мир: всадники, замки, уланы, парусники, радужные мосты и другие. Но сделав цвет самоцелью, он смог контролировать слишком простые ассоциации этих образов. Его картины были призваны изображать душевное состояние и были призваны быть проявлениями души. Композиции, независимые от объективных ориентиров и первоначально воспринимавшиеся художником как конечная точка его живописных поисков, вскоре оказались новым началом, шагом на пути создания эмоционального образа.
Оригинальный текст (нем.)Gerade bei den leuchtenden Gelb-, Blau- und Rot-Tönen, die ab 1907 Kandinskys Leinwand beherrschen, muss man unwillkürlich an die betont reinen Farben der Fauves denken. Über die Farbzerteilung der Neo-Impressionisten und über die Technik der Fauves, die allein durch Farbe bewegte Strukturen auf der Bildoberfläche erzielten, gelangte der Künstler allmählich zur Auflösung des Gegenstandes. Die Murnau-Landschaften markieren einen künstlerischen Neubeginn, sie zeigen eine üppig farbige, spielzeugartige, lustvolle Welt, eine leuchtende tupfenartige Farbgestaltung, und diese romantische Vision der Unschuld taucht in Kandinskys Arbeiten als Relikt einer vergangenen slawischen Märchenwelt immer wieder auf: Reiter, Schlösser, Lanzenträger, Segelboote, Regenbogenbrücken und anderes. Indem er aber die Farbe zum Selbstzweck erhob, konnte er die allzu simplen Assoziationen dieser Bilder unter Kontrolle bekommen. Seine Bilder sollten einen Geisteszustand schildern, sollten Manifestationen der Seele sein. Die von gegenständlichen Bezügen unabhängigen Kompositionen, vom Künstler zunächst als Endpunkt malerischer Auseinandersetzung empfunden, erwiesen sich bald als neuer Anfang, ein Vorstoß auf dem Weg der emotionellen Bilderfindung.

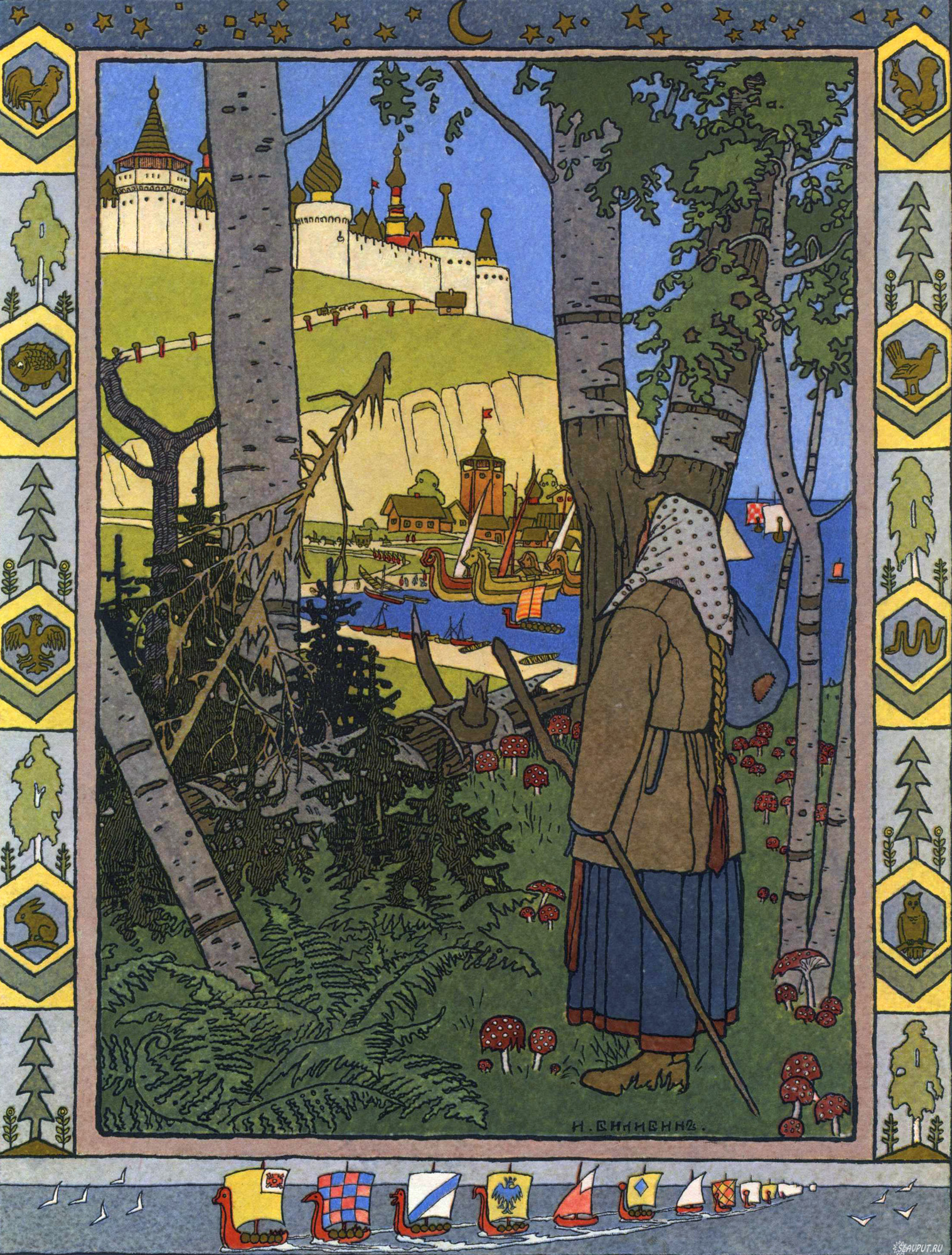
Иван Яковлевич Билибин. Иллюстрация к сказке «Пёрышко Финиста Ясна-Сокола»

В своих картинах «Скачущая пара» и «Красочная жизнь» Кандинский также отсылает к творчеству художника и книжного иллюстратора Ивана Яковлевича Билибина (1872–1942); В 1899 году он создал несколько произведений по мотивам русской сказки «Пёрышко Финиста Ясна-Сокола», которые, возможно, были адаптированы Кандинским как мотив. В своей рукописи «Сценической композиции II «Голоса», написанной, вероятно, годом позже, между 1908 и 1909 годами, Кандинский снова взялся за мотивы картины: персонажи «Красочной жизни» предстают теперь как сценические персонажи; Кандинский прямо ссылается на шаблон, созданный в Севре.
По словам Аннегрет Хоберг, «Красочная жизнь» была для Кандинского «очевидно шагом к новым формальным средствам выражения». Ганс Конрад Рётель (1982), напротив, подчеркивает иконографическую сторону произведения:

С иконографической точки зрения эта картина — одно из важнейших произведений Кандинского. Название, яркие краски, обилие персонажей, действий и событий — всё говорит о том, что Кандинский имел в виду не что иное, как изображение всей жизни или, точнее, иллюстрацию всех светских и духовных сторон русской жизни прошлого и наследие прошлого.
Оригинальный текст (нем.)In ikonographischer Hinsicht ist dieses Gemälde eines der wichtigsten Werke Kandinskys. Der Titel, die bunten Farben, die Überfülle  der Figuren, Handlungen und  Ereignisse, alles  deutet darauf  hin, dass Kandinsky nichts weniger im Sinn hatte als eine Darstellung des gesamten Lebens oder – genauer gesagt – eine Verbildlichung  aller weltlichen  und  geistlichen Aspekte des russischen Lebens in Vergangenheit und Gegenwart.

## История

### История полотна до реституции

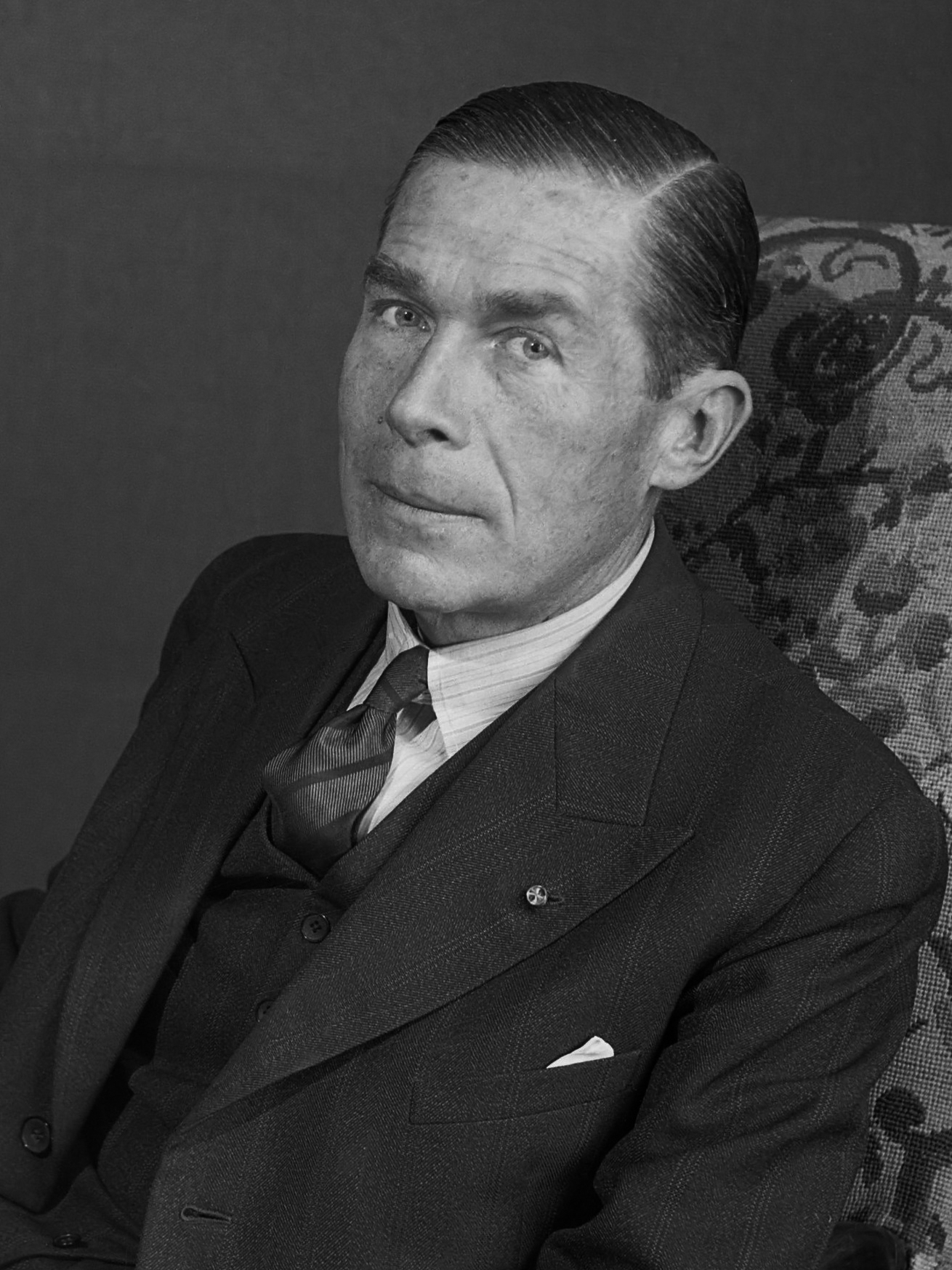
Давид Рёлль в 1945 году

«Красочная жизнь» была написана в Севре под Парижем в начале 1907 года и считается главной работой раннего периода Кандинского. Примерно в 1919 году картину приобрёл Поль Ситроен, работавший в Нидерландах с 1917 года для галереи Штурм, которая, в свою очередь, была связана с экспрессионистским журналом Der Sturm.  Затем он продал полотно в ноябре 1927 года за 900 гульденов голландскому фабриканту и коллекционеру произведений искусства Эмануэлю А. Левенштейну и его жене Хедвиг Левенштейн Вейерманн — своим дальним родственникам. После смерти Левенштейна в 1930 году единственным владельцем картины стала Хедвиг Левенштейн Вейерманн. В 1933 году она одолжила его Городскому музею в Амстердаме. В своем завещании Хедвиг Левенштейн, умершая в 1937 году, оговаривала, что её имущество должно быть передано поровну двум её детям — Роберту и Вильгельмине Левенштейн. Коллекция «картин и офортов» должна была быть разделена экспертом на два равных лота, а затем передана наследникам в ходе лотереи. Уже невозможно определить, произошло ли это на самом деле. 8 декабря 1938 года директор муниципальных музеев Амстердама Давид Рёлль выдал свидетельство на неизвестную «миссис Левенштейн», согласно которому Городской музей взял на хранение картину «Красочная жизнь». Дальнейшие обстоятельства не называются.
Красочную жизнь подхватил 5 сентября 1940 года посыльный еврейского торговца произведениями искусства Авраама Мозеса Керидо (1897–1944) из Исторического музея Амстердама, который в то время ещё был частью Стеделик-музея, где картина экспонировалась. В то время Керидо работал на арт-дилера Алоиса Мидля, который в больших масштабах торговал краденым искусством. Картина была продана на аукционе под номером 204 9 октября 1940 года в аукционном доме Frederik Muller & Co. В описании лота указано происхождение имения наследодателя Л. из Амстердама. Обстоятельства поставки и аукциона оспариваются. Наследники семьи Левенштейн предполагают принудительную продажу Bayerische Landesbank, как последующего владельца, добровольной сдачи в рамках развода Ирмы Кляйн и Роберта Левенштейна.
«Красочную жизнь» приобрёл еврейский коллекционер Сал Слайпер. С согласия Слейпера Рёлль во время начала репрессий Холокоста в Нидерландах спрятал эту картину и приобретённую им на аукционе картину Кандинского с домами 1909 года в хранилище Стеделийкского музея. В реестрах «Красочная жизнь» по-прежнему значилась как собственность семьи Левенштейн, как будто не было никакой смены владельца, вероятно, для защиты Сала Слейпера.  Сал Слайпер одолжил «Красочную жизнь» Стеделийкскому музею с 1957 по 1963 год, а затем — Гемеентемузеуму в Гааге до 1971 года.  Вдова Слайпера выставила картину на продажу после его смерти в 1971 году. Когда Ленбаххаус узнал об этом, Эрика Ханфштенгль в роли исполняющего обязанности директора музея организовала покупку Баварским земельным банком работы «Красочная жизнь» в 1972 году. После приобретения Баварский земельный банк (BayernLB) передал картину в аренду Городской галерее Ленбаххаус, в которой она и выставлялась. Истинное происхождение произведения было неизвестно вплоть до 2015 года. 

### Спор о реституции
На аукционе Frederik Muller & Co. в 1940 году помимо «Красочной жизни» была предложена также работа Василия Кандинского «Картина с домами», также входившая в собрание Левенштейна. Он был куплен на аукционе Дэвидом Рёллем и с тех пор находится в Городском музее в Амстердаме. 22 октября 2018 года Голландская комиссия по реституции приняла обязательное решение о том, что картина с домами останется в фондах музея Стедлейк.  Это решение подтвердил суд Амстердама в 2020 году. В 2019 году политика реституции Нидерландов была изменена. Ранее важный баланс интересов наследников и новых владельцев отошёл на второй план. Город Амстердам, как спонсор Стеделик-музея, решил в августе 2021 года вернуть картину и дома наследникам семьи Левенштейн в частном порядке. 
Впервые в 2004 году голландские исследователи наткнулись на разграбленное с аукциона произведений искусства 1940 года и картины Кандинского. В 2015 году потомки семьи Левенштейн связались с BayernLB и попросили опубликовать картину. Тогда иск наследников был отклонён. «Нам не известны какие-либо юридические претензии в отношении картины, в частности ее публикации», — сообщила тогда BayernLB наследникам в письме. Однако изначально она была готова передать дело на рассмотрение комиссии по реституции только при условии, что картина в конечном итоге останется в Ленбаххаусе, чтобы принять во внимание «особое отношение Кандинского к городу Мюнхену и региону Верхняя Бавария». В 2017 году глава Ленбаххауса Маттиас Мюлинг по согласованию с муниципалитетом города Мюнхена посоветовал Ландесбанку как владельцу обратиться в комиссию по реституции отдельно для получения рекомендации.  Дело рассматривалось по существу с осени 2020 года. 
В марте 2017 года наследники потребовали вернуть картину Кандинского в окружном суде Нью-Йорка. Картина была отобрана у законных владельцев в 1940 году в нарушение международного права, говорится в иске, поданном в суд 3 марта 2017 года. Потомки владельцев подали иск о возврате картины или 80 миллионов долларов; Они также обвинили BayernLB в том, что при покупке картины они как минимум заподозрили истинное происхождение произведения, оцененного в несколько миллионов евро.  В иске говорится, что BayernLB мог знать, что картина была украдена. Директор музея Маттиас Мюлинг тогда рассказал, что такое происходило несколько раз – но безрезультатно. С сегодняшней точки зрения это более чем неудовлетворительно.  Спор привлёк международное внимание после того, как канадский арт-детектив Джеймс Палмер обнародовал его от имени семьи Левенштейн в марте 2017 года. 
В июне 2023 года Комиссия по реституции опубликовала свою рекомендацию. Согласно ей, не удалось выяснить точные обстоятельства передачи имущества в период с 1937 по 1940 год. Однако в случаях подозрения в том, что произведения искусства были украдены нацистами, бремя доказывания законного приобретения лежит на покупателе, а не на предыдущих владельцах и их наследниках. Баварский земельный банк не смог доказать, что картина была добровольно выставлена на аукцион в 1940 году.  В июле 2023 года бюджетный комитет баварского парламента последовал этой рекомендации и одобрил возвращение картины; в конечном итоге решение Баварский земельный банк в 2023 году передал полотно семье Левенштейн. 